# Roosevelt Arch
La Roosevelt Arch (« arche de Roosevelt » en anglais) est un arc de triomphe américain situé à Gardiner, dans le comté de Park, dans le Montana. D'une hauteur de plus de 15 mètres, elle marque l'entrée du parc national de Yellowstone en enjambant l'U.S. Route 89, laquelle y pénètre par le nord. Elle porte à ce titre une inscription en anglais qui rappelle la vocation de l'aire protégée à profiter au peuple par sa nature récréative : « For the Benefit and Enjoyment of the People ».
Construite en 1903, la Roosevelt Arch est nommée en l'honneur de Theodore Roosevelt, le président des États-Unis alors en exercice, qui assiste à la pose de la première pierre le 24 avril. Elle constitue l'une des deux propriétés contributrices au district historique de North Entrance Road, un district historique inscrit au Registre national des lieux historiques depuis le 22 mai 2002. L'autre propriété contributrice est précisément la section de la route qui commence à l'arche et atteint le siège du parc à Mammoth Hot Springs, dans le Wyoming voisin.